# لیندا هاپکینز
لیندا هاپکینز (انگلیسی: Linda Hopkins؛ زادهٔ ۱۴ دسامبر ۱۹۲۴
نیواورلئان، لوئیزیانا، لوئیزیانا، ایالات متحده آمریکا) یک موسیقی‌دان اهل ایالات متحده آمریکا است.